# Dicrotendipes penicillatus
Dicrotendipes penicillatus är en tvåvingeart som först beskrevs av Freeman 1957.  Dicrotendipes penicillatus ingår i släktet Dicrotendipes och familjen fjädermyggor. Inga underarter finns listade i Catalogue of Life.